# 遠藤大由
遠藤大由（日语：／ Endō Hiroyuki，1986年12月16日—），日本男子羽毛球运动员，前日本國家羽毛球隊（A隊）成員。埼玉縣川口市出生，畢業於里中学校、小松原高校及日本体育大学，2009年4月起加入日本Unisys株式會社，並為旗下羽毛球部的成員。2020年奧運後宣布退役，於2022年3月31日正式轉任原屬企業球隊教練。

## 簡歷
2008年4月，遠藤大由与山田和司出战大阪羽毛球國際挑戰賽，在男双準决赛以0比2（18-21、9-21）不敌队友的川口馨士/川前直樹。
2010年4月，遠藤大由与廣部好輝出战韓國羽毛球超級賽，在男双準决赛以0比2（15-21、14-21）不敌赛会5号种子、中国的蔡赟/傅海峰。同年4月，他与廣部好輝出战大阪羽毛球國際挑戰賽，在男双决赛以1比2（21-16、21-23、17-21）不敵賽會頭號種子、隊友的橋本博且/平田典靖，赢得亞軍。同年7月，他与早川賢一出战澳洲羽毛球大獎賽，在男双决赛以2比0（21-15、21-16）击败了韩国的Kang Woo Kyum/朴泰相，夺得其首个国际大獎賽冠军。同年10月，他与早川賢一出战丹麥羽毛球超級賽，在男双準决赛以0比2（15-21、16-21）不敌赛会2号种子、印尼的马尔基斯·基多/亨德拉·塞蒂亚万。同年11月，他代表日本出戰廣州亞運會，參加羽毛球比賽的男子雙打（夥拍：早川賢一）及團體項目。
2011年4月，遠藤大由与早川賢一出戰澳洲羽毛球公開賽，在男子雙打決賽以2比0（21–17, 21-18）擊敗隊友川前直樹及佐藤翔治組合，成功衛冕。同年6月，他与早川賢一出战俄羅斯羽毛球大獎賽，在男双决赛以0比2（18-21、17-21）不敌赛会头号种子、队友的川前直樹/佐藤翔治，赢得亚军。同年9月，他与早川賢一出战印尼羽毛球黃金大獎賽，在男双决赛以0比2（13-21、14-21）不敌赛会头号种子、印尼的穆罕默德·阿赫桑/博纳·塞普特纳，赢得亚军。
2012年2月，遠藤大由与早川賢一出战德國羽毛球黃金大獎賽，在男双準决赛以0比2（12-21、13-21）不敌赛会头号种子、世界第一的鄭在成/李龍大。同年3月，他与早川賢一出戰瑞士羽毛球黃金大獎賽，在男双準决赛以0比2（15-21、21-23）不敌赛会7号种子、中華台北的方介民/李勝木。同年4月，他与早川賢一出战澳洲羽毛球黃金大獎賽，在男双準决赛以0比2（10-21、20-22）不敌赛会3号种子、中華台北的方介民/李勝木。同期4月，他代表日本参加中国山東省青岛市举办的亞洲羽毛球錦標賽，与搭档的早川賢一的男双决赛以0比2（12-21、16-21）不敌韩国强档的金基正/金沙朗，赢得亚军。同年6月，他与早川賢一出战新加坡羽毛球超級賽，在男双準决赛以1比2（21-16、11-21、15-21）不敌赛会4号种子、印尼的马尔基斯·基多/亨德拉·塞蒂亚万。同年7月，他与早川賢一出战美國羽毛球公開賽，在男双決賽以2比0（21–15, 21-10）擊敗隊友廣部好輝/數野健太，奪得冠軍。同年11月，他与早川賢一出战中國羽毛球首要超級賽，在男双準决赛以0比2（16-21、15-21）不敌韩国的高成炫/李龍大。同年12月，他与早川賢一出战世界羽聯超級系列賽總決賽，在小组赛分别击败了马来西亚的云天豪/陳煒𣚦、泰国的博丁·伊沙拉/玛尼蓬·宗集以及中国的洪炜/沈烨，取得头号出线；在决赛直落两局以0比2（17-21、19-21）不敌丹麦强档的玛蒂亚斯·鲍伊/卡斯腾·摩根森，赢得亚军。
2013年3月，遠藤大由与早川賢一出战全英羽毛球首要超級賽，在男双决赛以0比2（11-21、9-21）不敌中国的刘小龙/邱子瀚，赢得亚军。同年4月，他参加中華民國臺北举办的亞洲羽毛球錦標賽，与搭档的早川賢一的男双準决赛以1比2（21-19、13-21、14-21）不敌赛会3号种子、韩国强档的金基正/金沙朗，赢得季军。同年8月，他參加中國廣州舉行的世界羽毛球錦標賽，與早川賢一以4號種子身分出戰男子雙打項目。他們首圈輪空，第二、三圈先後以2比0力克英格蘭和馬來西亞組合晉級；但至半準決賽，他們就以0比2（13-21、20-22）不敵8號種子、中國的蔡赟/傅海峰，8強止步。同年9月，他与早川賢一出战中國羽毛球大師賽，在男双决赛以0比2（23-25、19-21）不敌赛会头号种子、世界第一的高成炫/李龍大，赢得亚军。同年10月，他与早川賢一出战丹麥羽毛球首要超級賽，在男双準决赛以0比2（25-27、21-23）不敌赛会头号种子、印尼强档的穆罕默德·阿赫桑/亨德拉·塞蒂亚万。同期11月，他与早川賢一出战中國羽毛球首要超級賽，在男双準决赛以1比2（21-19、19-21、11-21）不敌韩国强档的李龍大/柳延星。
2014年1月，遠藤大由与早川賢一出战韓國羽毛球超級賽，在男双準决赛以0比2（20-22、20-22）不敌赛会头号种子、丹麦强档的玛蒂亚斯·鲍伊/卡斯腾·摩根森。同期1月，他与早川賢一出战馬來西亞羽毛球首要超級賽，在男双準决赛以0比2（12-21、12-21）不敌中国的柴飚/洪炜。同年2月，他与早川賢一出战德國羽毛球黃金大獎賽，在男双决赛以1比2（19-21、21-14、14-21）不敌赛会8号种子、队友的嘉村健士/園田啟悟，赢得亚军。同年3月，他与早川賢一出战全英羽毛球首要超級賽，在男双决赛以0比2（19-21、19-21）不敌赛会头号种子、印尼强档的穆罕默德·阿赫桑/亨德拉·塞蒂亚万，赢得亚军。同年4月，他与早川賢一出战印度羽毛球超級賽，在男双準决赛以0比2（19-21、19-21）不敌赛会3号种子、中国的刘小龙/邱子瀚。同年10月，他与早川賢一出战法國羽毛球超級賽，在男双决赛以1比2（21-18、9-21、7-21）不敌赛会头号种子、丹麦强档的玛蒂亚斯·鲍伊/卡斯腾·摩根森，赢得亚军。同年12月，他与早川賢一出战世界羽聯超級系列賽總決賽，在小组赛曾击败过中国的刘小龙/邱子瀚和中華台北的李勝木/蔡佳欣，唯一只输给了丹麦强档的玛蒂亚斯·鲍伊/卡斯腾·摩根森，以第二出线；在準決賽以1比2（21-18、15-21、12-21）不敌中国的柴飚/洪炜。
2015年2月，遠藤大由与早川賢一出战德國羽毛球黃金大獎賽，在男双準决赛以0比2（16-21、14-21）不敌赛会4号种子、丹麦强档的马德斯·康拉德-彼德森/马德斯·皮勒尔·科尔丁。同年3月，他与早川賢一出战全英羽毛球首要超級賽，在男双準决赛以1比2（21-13、17-21、16-21）不敌赛会2号种子、丹麦强档的玛蒂亚斯·鲍伊/卡斯腾·摩根森。同年4月，他与早川賢一出战新加坡羽毛球超級賽，在男双準决赛以1比2（17-21、22-20、17-21）不敌印尼强档的安加·普拉塔玛/里奇·卡兰达·苏华迪。同年8月，他参加印尼雅加达举办的世界羽毛球錦標賽，他与早川賢一出戰男子双打項目。他與早川賢一以6號種子身分出戰，故在首圈輪空；第二圈以2比1（21-18、17-21、21-10）击败了波兰的亚当·克瓦林纳/普热梅斯瓦夫·瓦查。第三圈直落两局以2比0（21-15、21-14）击败了印尼强档的W·N·A·邦卡亚尼拉/阿迪·尤苏夫。八强中，鏖战三局以2比1（21-17、14-21、21-18）拿下印尼强档的安加·普拉塔玛/R·K·苏华迪。四强中，大战三局以1比2（16-21、23-21、20-22）不敌赛会6号种子、中国的刘小龙/邱子瀚，赢得世锦赛季军。同年11月，他与早川賢一出战中國羽毛球首要超級賽，在男双準决赛以0比2（17-21、18-21）不敌韩国强档的金基正/金沙朗。
2016年3月，遠藤大由与早川賢一出战德國羽毛球黃金大獎賽，在男双準决赛以0比2（19-21、14-21）不敌赛会头号种子、世界第一的李龍大/柳延星。同期3月，他与早川賢一出战全英羽毛球首要超級賽，在男双决赛以1比2（23-21、18-21、16-21）不敌俄罗斯强档的弗拉基米尔·伊万诺夫/伊万·索松诺夫，赢得亚军。
2017年1月，在前搭档早川賢一的退役下遠藤大由與小将渡邊勇大出戰馬來西亞羽毛球大師賽，在男雙準决赛以0比2（20-22、19-21）敗于印尼的贝里·安格里亚万/哈迪安托，无缘决赛。同年2月，遠藤大由與渡邊勇大紧接着出戰德國羽毛球黃金大獎賽，在男雙準决赛激战三局以1比2（15-21、21-14、19-21）惜败于丹麦的金·阿斯特鲁普/安德斯·斯考劳普·拉斯姆森，再次告负。
2018年3月，遠藤大由与渡邊勇大出战全英羽毛球公開賽，在男双準决赛以0比2（17-21、17-21）不敌赛会2号种子、丹麦强档的玛蒂亚斯·鲍伊/卡斯腾·摩根森。同年6月，他与渡邊勇大出战馬來西亞羽球公開賽，在男双决赛以0比2（8-21、10-21）不敌赛会6号种子、队友的嘉村健士/園田啟悟，赢得亚军。同年7月，他与渡邊勇大出战泰國羽毛球公開賽，在男双决赛以0比2（17-21、19-21）不敌赛会头号种子、队友的嘉村健士/園田啟悟，赢得亚军。
2021年9月8日，宣布即日起退出日本國家代表隊，之後會在所屬社Unisys株式會社(現已改名為BIPROGY株式會社）擔任教練一職。

## 主要比賽成績
只列出曾進入準決賽的國際賽事成績：
| 年份   | 賽事                     | 公開賽級別 | 項目     | 拍檔     | 成績   |
| ------ | ------------------------ | ---------- | -------- | -------- | ------ |
| 2008年 | 大阪羽毛球國際挑戰賽     | 國際挑戰賽 | 男子雙打 | 山田和司 | 準決賽 |
| 2010年 | 韓國羽毛球超級賽         | 超級賽     | 男子雙打 | 廣部好輝 | 準決賽 |
| 2010年 | 大阪羽毛球國際挑戰賽     | 國際挑戰賽 | 男子雙打 | 廣部好輝 | 亞軍   |
| 2010年 | 湯姆斯盃                 | 其他       | 男子團體 | －       | 季軍   |
| 2010年 | 澳洲羽毛球大獎賽         | 大獎賽     | 男子雙打 | 早川賢一 | 冠軍   |
| 2010年 | 丹麥羽毛球超級賽         | 超級賽     | 男子雙打 | 早川賢一 | 準決賽 |
| 2011年 | 澳洲羽毛球黃金大獎賽     | 黃金大獎賽 | 男子雙打 | 早川賢一 | 冠軍   |
| 2011年 | 俄羅斯羽毛球大獎賽       | 大獎賽     | 男子雙打 | 早川賢一 | 亞軍   |
| 2011年 | 印尼羽毛球黃金大獎賽     | 黃金大獎賽 | 男子雙打 | 早川賢一 | 亞軍   |
| 2012年 | 德國羽毛球黃金大獎賽     | 黃金大獎賽 | 男子雙打 | 早川賢一 | 準決賽 |
| 2012年 | 瑞士羽毛球黃金大獎賽     | 黃金大獎賽 | 男子雙打 | 早川賢一 | 準決賽 |
| 2012年 | 澳洲羽毛球黃金大獎賽     | 黃金大獎賽 | 男子雙打 | 早川賢一 | 準決賽 |
| 2012年 | 亞洲羽毛球錦標賽         | 其他       | 男子雙打 | 早川賢一 | 亞軍   |
| 2012年 | 湯姆斯盃                 | 其他       | 男子團體 | －       | 季軍   |
| 2012年 | 新加坡羽毛球超級賽       | 超級賽     | 男子雙打 | 早川賢一 | 準決賽 |
| 2012年 | 美國羽毛球黃金大獎賽     | 黃金大獎賽 | 男子雙打 | 早川賢一 | 冠軍   |
| 2012年 | 中國羽毛球大師賽         | 超級賽     | 男子雙打 | 早川賢一 | 亞軍   |
| 2012年 | 中國羽毛球首要超級賽     | 首要超級賽 | 男子雙打 | 早川賢一 | 準決賽 |
| 2012年 | 世界羽聯超級系列賽總決賽 | 首要超級賽 | 男子雙打 | 早川賢一 | 亞軍   |
| 2013年 | 全英羽毛球首要超級賽     | 首要超級賽 | 男子雙打 | 早川賢一 | 亞軍   |
| 2013年 | 亞洲羽毛球錦標賽         | 其他       | 男子雙打 | 早川賢一 | 準決賽 |
| 2013年 | 中國羽毛球大師賽         | 超級賽     | 男子雙打 | 早川賢一 | 亞軍   |
| 2013年 | 丹麥羽毛球首要超級賽     | 首要超級賽 | 男子雙打 | 早川賢一 | 準決賽 |
| 2013年 | 中國羽毛球首要超級賽     | 首要超級賽 | 男子雙打 | 早川賢一 | 準決賽 |
| 2014年 | 韓國羽毛球超級賽         | 超級賽     | 男子雙打 | 早川賢一 | 準決賽 |
| 2014年 | 馬來西亞羽毛球首要超級賽 | 首要超級賽 | 男子雙打 | 早川賢一 | 準決賽 |
| 2014年 | 德國羽毛球黃金大獎賽     | 黃金大獎賽 | 男子雙打 | 早川賢一 | 亞軍   |
| 2014年 | 全英羽毛球首要超級賽     | 首要超級賽 | 男子雙打 | 早川賢一 | 亞軍   |
| 2014年 | 印度羽毛球超級賽         | 超級賽     | 男子雙打 | 早川賢一 | 準決賽 |
| 2014年 | 湯姆斯盃                 | 其他       | 男子團體 | －       | 冠軍   |
| 2014年 | 法國羽毛球超級賽         | 超級賽     | 男子雙打 | 早川賢一 | 亞軍   |
| 2014年 | 世界羽聯超級系列賽總決賽 | 首要超級賽 | 男子雙打 | 早川賢一 | 準決賽 |
| 2015年 | 德國羽毛球黃金大獎賽     | 黃金大獎賽 | 男子雙打 | 早川賢一 | 準決賽 |
| 2015年 | 全英羽毛球首要超級賽     | 首要超級賽 | 男子雙打 | 早川賢一 | 準決賽 |
| 2015年 | 新加坡羽毛球超級賽       | 超級賽     | 男子雙打 | 早川賢一 | 準決賽 |
| 2015年 | 蘇迪曼盃                 | 其他       | 混合團體 | －       | 亞軍   |
| 2015年 | 世界羽毛球錦標賽         | 其他       | 男子雙打 | 早川賢一 | 季軍   |
| 2015年 | 日本羽毛球超級賽         | 超級賽     | 男子雙打 | 早川賢一 | 準決賽 |
| 2015年 | 中國羽毛球首要超級賽     | 首要超級賽 | 男子雙打 | 早川賢一 | 準決賽 |
| 2016年 | 亞洲羽毛球團體錦標賽     | 其他       | 男子團體 | －       | 亞軍   |
| 2016年 | 德國羽毛球黃金大獎賽     | 黃金大獎賽 | 男子雙打 | 早川賢一 | 準決賽 |
| 2016年 | 全英羽毛球首要超級賽     | 首要超級賽 | 男子雙打 | 早川賢一 | 亞軍   |
| 2017年 | 馬來西亞羽毛球大師賽     | 黃金大獎賽 | 男子雙打 | 渡邊勇大 | 準決賽 |
| 2017年 | 亞洲羽毛球混合團體錦標賽 | 其他       | 混合團體 | －       | 冠軍   |
| 2017年 | 德國羽毛球黃金大獎賽     | 黃金大獎賽 | 男子雙打 | 渡邊勇大 | 準決賽 |
| 2017年 | 蘇迪曼盃                 | 其他       | 混合團體 | －       | 季軍   |
| 2018年 | 全英羽毛球公開賽         | 超級1000賽 | 男子雙打 | 渡邊勇大 | 準決賽 |
| 2018年 | 湯姆斯盃                 | 其他       | 男子團體 | －       | 亞軍   |
| 2018年 | 馬來西亞羽球公開賽       | 超級750賽  | 男子雙打 | 渡邊勇大 | 亞軍   |
| 2018年 | 泰國羽毛球公開賽         | 超級500賽  | 男子雙打 | 渡邊勇大 | 亞軍   |
| 2018年 | 韓國羽毛球公開賽         | 超級500賽  | 男子雙打 | 渡邊勇大 | 冠軍   |
| 2018年 | 世界羽聯世界巡迴賽總決賽 | 總決賽     | 男子雙打 | 渡邊勇大 | 亞軍   |
| 2019年 | 德國羽毛球公開賽         | 超級300賽  | 男子雙打 | 渡邊勇大 | 冠軍   |
| 2019年 | 亞洲羽毛球錦標賽         | 其他       | 男子雙打 | 渡邊勇大 | 冠軍   |
| 2019年 | 紐西蘭羽毛球公開賽       | 超級300賽  | 男子雙打 | 渡邊勇大 | 亞軍   |
| 2019年 | 蘇迪曼盃                 | 其他       | 混合團體 | －       | 亞軍   |
| 2019年 | 泰國羽毛球公開賽         | 超級500賽  | 男子雙打 | 渡邊勇大 | 準決賽 |
| 2019年 | 法國羽毛球公開賽         | 超級750賽  | 男子雙打 | 渡邊勇大 | 準決賽 |
| 2019年 | 香港羽毛球公開賽         | 超級500賽  | 男子雙打 | 渡邊勇大 | 準決賽 |
| 2019年 | 世界羽聯世界巡迴賽總決賽 | 總決賽     | 男子雙打 | 渡邊勇大 | 亞軍   |
| 2020年 | 亞洲羽毛球團體錦標賽     | 其他       | 男子團體 | －       | 季軍   |
| 2020年 | 全英羽毛球公開賽         | 超級1000賽 | 男子雙打 | 渡邊勇大 | 冠軍   |
| 2021年 | 全英羽毛球公開賽         | 超級1000賽 | 男子雙打 | 渡邊勇大 | 冠軍   |

| 2007-2017年 | 首要超級賽 | 超級賽 | 黃金大獎賽 | 大獎賽 | 國際挑戰賽 | 國際系列賽 | 未來系列賽 | 其他 |

| 2018-2026年 | 總決賽 | 超級1000賽 | 超級750賽 | 超級500賽 | 超級300賽 | 超級100賽 | 國際挑戰賽 | 國際系列賽 | 未來系列賽 | 其他 |

### 世界冠軍頭銜
遠藤大由在羽毛球生涯中共奪得1項羽毛球世界冠軍頭銜。
| 賽事     | 奪冠次數 | 年份               |
| -------- | -------- | ------------------ |
| 湯姆斯盃 | 1        | 2014年（男子團體） |
| 總計     | 1        |                    |

### 奧運會和世錦賽參賽紀錄
|          | 搭檔     | 2011 | 2012 | 2013 | 2014 | 2015 | 2016 | 2017 | 2018 | 2019 | 2020 |
| -------- | -------- | ---- | ---- | ---- | ---- | ---- | ---- | ---- | ---- | ---- | ---- |
| 男子雙打 | 早川賢一 | 16強 | －   | 8強  | 16強 | 季軍 | 8強  | －   | －   | －   | －   |
| 男子雙打 | 渡邊勇大 | －   | －   | －   | －   | －   | －   | 32強 | 16強 | 32強 | 8強  |

## 主要對賽紀錄
遠藤大由與主要對手的對賽成績如下（截至2017年10月4日）：
男雙 - 早川賢一
| 對手              | 對賽次數 | 對賽結果 | 對賽結果 | 總計 |
| 對手              | 對賽次數 | 勝       | 負       | 總計 |
| ----------------- | -------- | -------- | -------- | ---- |
| 橋本博且 平田典靖 | 5        | 5        | 0        | +5   |
| 總計              | 5        | 5        | 0        | +5   |

| 對手                                      | 對賽次數 | 對賽結果 | 對賽結果 | 總計 |
| 對手                                      | 對賽次數 | 勝       | 負       | 總計 |
| ----------------------------------------- | -------- | -------- | -------- | ---- |
| 金沙朗 金基正                             | 11       | 6        | 5        | +1   |
| 穆罕默德·阿赫桑 亨德拉·塞蒂亞萬           | 10       | 1        | 9        | -8   |
| 李龍大 柳延星                             | 9        | 1        | 8        | -7   |
| 李勝木 蔡佳欣                             | 8        | 6        | 2        | +4   |
| 柴飈 洪煒                                 | 8        | 3        | 5        | -2   |
| 邱子瀚 劉小龍                             | 8        | 3        | 5        | -2   |
| 卡斯騰·摩根森 瑪蒂亞斯·鮑伊               | 8        | 1        | 7        | -6   |
| 伊萬·索松諾夫 弗拉基米爾·伊萬諾夫         | 7        | 3        | 4        | -1   |
| 傅海峰 張楠                               | 7        | 2        | 5        | -3   |
| 馬德斯·皮勒爾·科爾丁 馬德斯·康拉德-彼德森 | 6        | 3        | 3        | 0    |
| 安加·普拉塔瑪 利安·阿剛·薩普特拉          | 6        | 4        | 2        | +2   |
| 陳蔚強 雲天豪                             | 6        | 6        | 0        | +6   |
| 鄭在成 李龍大                             | 6        | 1        | 5        | -4   |
| 其他選手                                  | 232      | 173      | 59       | +114 |
| 總計                                      | 332      | 213      | 119      | +94  |